# Missouri City (Missouri)
Pour les articles homonymes, voir Missouri City.
Missouri City est une ville du comté de Clay, dans le Missouri, aux États-Unis,. Située au sud du comté, elle est initialement baptisée Atchison et incorporée en 1859.

## Démographie
Lors du recensement de 2010, la ville comptait une population de 267 habitants. Elle est estimée, en 2016, à 279 habitants.

## Source de la traduction
- (en) Cet article est partiellement ou en totalité issu de l’article de Wikipédia en anglais intitulé « Missouri City, Missouri » (voir la liste des auteurs).